# Bersaglio in movimento
Bersaglio in movimento (Last Light) è un romanzo del 2001 dello scrittore britannico Andy McNab.

## Trama
Nick Stone ha ricevuto da Century House l'incarico di assassinare un bersaglio nel cuore di Londra, il figlio di un potente uomo d'affari cinese; ma il piano organizzato con cura fallisce a causa di una evidente fuga di notizie. Nick, appena vede la sua squadra annientata molto velocemente dalle forze speciali, tenta una fuga, ma viene catturato in brevissimo tempo da una squadra speciale e viene preso in consegna da due agenti, "Scarpedatennis" e "Sundance", che lavorano per l'MI6.
Dal suo superiore "Signorsì" arriva un ordine perentorio: finire il lavoro a Panama, o Kelly, la figlia di un suo collega che Nick aveva salvato in precedenza, verrà uccisa. Nick si reca a Panamá, dove viene messo in contatto con due collaboratori americani della CIA (Carrie, la figlia di un pezzo grosso della CIA, e Aaron), ed organizza un primo attentato con un ordigno esplosivo, che però fallisce pur devastando la macchina blindata bersaglio.
Nick scopre dal potente padre della vittima di essere stato quasi incastrato dai suoi stessi capi, e molla la missione. Però poi cercando spiegazioni scopre qualcosa di molto più grosso e tenta di mettere tutto a posto. Perché Nick è sì un soldato di prim'ordine, ma è anche un onesto cittadino del mondo dotato di gran cuore e sentimenti reali.
Nel gioco sono coinvolti anche i servizi segreti statunitensi, e il responsabile dell'operazione George, un generale della CIA, padre della moglie del suo contatto a Panamá. Nick diventa il bersaglio di un caccia spietata, ancora una volta braccato anche dai suoi stessi mandanti, ma la posta in gioco è molto più alta della sua stessa vita.

## Edizioni
- Andy McNab, Bersaglio in movimento, traduzione di Stefano Tettamanti, collana TEA, Longanesi & C, 2003,  p. 410, ISBN 88-462-0361-5.